# Ouilly-du-Houley

Ouilly-du-Houley este o comună în departamentul Calvados, Franța. În 1 ianuarie 2022 avea o populație de 254 de locuitori.